# Arnoldo Gabaldón (Juan Vicente Campo Elías)
Pour les articles homonymes, voir Gabaldon.
Arnoldo Gabaldón est l'une des deux paroisses civiles de la municipalité de Juan Vicente Campo Elías dans l'État de Trujillo au Venezuela. Sa capitale est Las Quebradas.

## Étymologie
La paroisse civile porte le nom du médecin vénézuélien et ministre de la Santé Arnoldo Gabaldón (1909-1990).